# Erik Sture
Erik Sture, född 18 maj 1546 på Hörningsholm, död 24 maj 1567 i Uppsala (avrättad på order av Erik XIV), var en av sönerna till Svante Sture d.y. och Märta Eriksdotter (Leijonhufvud), en yngre syster till drottning Margareta, Gustav Vasas andra hustru.

## Biografi
Erik Sture var soldat och från 1561 anställd hos hertig Johan i Åbo och från 1562 dennes fodermarsk. År 1563 steg han i graderna och blev hertigens hovjunkare. Samma år belägrades Åbo av kung Erik XIV:s trupper. Erik Sture stod på hertigens sida, men fick nåd av kungen och deltog därefter i Nordiska sjuårskriget, i vilket även hans bror deltog. Han skadades vid strider på Hisingen, nära dagens Göteborg 1565. 
Erik XIV var misstänksam mot hela Stureätten och han lät mörda Erik Sture i Uppsala den 24 maj 1567 vid de så kallade Sturemorden.
De kläder Erik bar vid mordet finns bevarade i Uppsala domkyrka.